# Pematang Panjang (Tanah Sepenggal Lintas)
Pematang Panjang is een bestuurslaag in het regentschap Bungo van de provincie Jambi, Indonesië. Pematang Panjang telt 1051 inwoners (volkstelling 2010).